# Arisaig
Arisaig, schottisch-gälisch: Àrasaig, ist ein schottisches Dorf in der Council Area Highland. Es liegt an der Westküste Schottlands wenige Kilometer südlich von Mallaig. 2011 lebten in Arisaig 419 Personen.

## Geschichte
St. Maolrubha errichtet in Arisaig eine Kirche.
Für schottische Patrioten ist Arisaig bedeutsam, da sich Bonnie Prince Charlie am 20. September 1746 in der Nähe von Arisaig einschiffte, um nach dem Jakobitenaufstand nach Frankreich zu fliehen. Heute erinnert eine Gedenktafel an das Ereignis. 
Zu Beginn des 19. Jahrhunderts wurde Arisaig im Zuge der Highland Clearances nahezu entvölkert, um Weideflächen für die Schafzucht frei zu machen. Die Bewohner wurden zur Auswanderung gezwungen und vor allem in der kanadischen Provinz Nova Scotia angesiedelt. Dort existiert ein Ort gleichen Namens. Am 2. Januar 1853 wurde in Arisaig ein John Silver geboren, welcher der Legende nach Robert Louis Stevenson als Vorlage für seine Figur Long John Silver im Roman Die Schatzinsel diente.
Während des Zweiten Weltkriegs bildete die Special Operations Executive in Arisaig Agenten aus, die für den Einsatz im von der Wehrmacht besetzten Kontinentaleuropa vorgesehen waren.

## Arisaig heute
Arisaig lebt heute aufgrund seiner malerischen Lage vor allem vom Tourismus. Das Dorf ist für Schottlandtouristen sowohl mit dem Auto über die Panoramastraße Road to the Isles als auch mit den Zügen der West Highland Line von Fort William aus einfach zu erreichen. Der Bahnhof von Arisaig ist der westlichste Bahnhof Großbritanniens. Vom kleinen Hafen des Dorfes aus verkehren Fähren zu den vorgelagerten Inseln Eigg, Muck und Rùm. Der Fährverkehr spielt aber nur eine untergeordnete Rolle, da alle größeren Fähren den Hafen des nahegelegenen Mallaig anlaufen.
1999 wurde im Dorf das Land, Sea and Islands Centre eröffnet. In ihm befindet sich eine Ausstellung zur Geschichte des Dorfes und der vorgelagerten Inseln. Außerdem werden lokale Kunstgegenstände gezeigt.